# 2014 год в боксе
2014 год в боксе.

## Любительский бокс
- В четвёртом сезоне Всемирной серии бокса, дебютировавшая в WSB, кубинская команда  Cuba Domadores победила 6:4 команду  Azerbaijan Baku Fires, и выиграла первенство турнира. Финал прошёл 7 и 8 июня.

## Профессиональный бокс

### Тяжёлый вес
- 26 апреля чемпион IBF, IBO, WBO, WBA Super и The Ring  Владимир Кличко защитил титулы TKO5 в бою с  Алексом Леапаи.
- 10 мая  Бермейн Стиверн второй раз в карьере победил  Криса Арреолу TKO6 и выиграл вакантный титул чемпиона мира по версии WBC.
- 6 июля  Руслан Чагаев победил MD  Фреса Окендо и выиграл вакантный титул регулярного чемпиона мира по версии WBA.

- 11 сентября  Луис Ортис победил TKO1  Латифа Кайоде и выиграл титул временного чемпиона мира по версии WBA.
- 24 октября  Александр Поветкин победил KO10  Карлоса Такама и выиграл серебряный пояс по версии WBC. Этот бой был назван «Боем года» в тяжёлом весе[1][2][3].
- 15 ноября чемпион IBF, IBO, WBO, WBA Super и The Ring  Владимир Кличко защитил титулы KO5 в бою против  Кубрата Пулева.
- 29 ноября  Тайсон Фьюри второй раз в карьере победил RTD9  Дерека Чисору, выиграл титул чемпиона Европы по версии EBU, чемпиона Великобритании, и звание обязательного претендента на титул чемпиона мира по версии WBO.

### Первый тяжёлый вес
- 25 января  Марко Хук победил TKO6 в реванше, и второй раз в карьере  Фирата Арслана.
- 25 апреля бой за титул WBA между  Денисом Лебедевым и  Гильермо Джонсом был отменён из-за положительной допинг пробы панамца, в организме которого был обнаружен фуросемид. Пояс остался у Лебедева.
- 21 июня  Йоури Каленга победил SD  Матеуша Мастернака и завоевал титул временного чемпиона мира по версии WBA.
- 16 августа  Йоан Пабло Эрнандес победил SD  Фирата Арслана и защитил титул чемпиона мира по версии IBF.
- 30 августа  Марко Хук победил UD  Мирко Ларгетти и защитил титул чемпиона мира по версии WBO.
- 27 сентября  Денис Лебедев победил KO2  Павла Колодзея и защитил титул чемпиона мира по версии WBA.
- 27 сентября  Григорий Дрозд победил UD  Кшиштофа Влодарчика и завоевал титул чемпиона мира по версии WBC.
- 15 ноября  Йоури Каленга победил TKO12  Дентона Дейли и защитил титул временного чемпиона мира по версии WBA.

### Полутяжёлый вес
- 29 марта  Сергей Ковалёв победил KO7  Седрика Агнью и защитил титул чемпиона мира по версии WBO.
- 5 апреля  Юрген Бремер победил RTD6  Энцо Маккаринелли и защитил титул регулярного чемпиона мира по версии WBA.
- 11 апреля  Игорь Михалкин победил TD8  Мохамеда Белкасема и выиграл вакантный титул чемпиона Европы по версии EBU.
- 19 апреля 49-летний чемпион мира по версии IBF,  Бернард Хопкинс в объединительном поединке победил SD Чемпиона по версиям IBA и WBA super,  Бейбута Шуменова, побил очередной возрастной рекорд во владении чемпионским титулом, и также побил мировой рекорд, как самый возрастной боксёр объединявший титулы.
- 24 мая  Адонис Стивенсон победил UD  Анджея Фонфару и защитил титул чемпиона мира по версии WBC.
- 7 июня  Юрген Бремер победил UD  Роберто Феличиано Болонти[англ.] и защитил титул чемпиона мира по версии WBA.
- 2 августа  Сергей Ковалёв победил TKO2  Блейка Капарелло[англ.] и защитил титул чемпиона мира по версии WBO.
- 8 ноября  Сергей Ковалёв в объединительном поединке победил UD  Бернарда Хопкинса и объединил титулы чемпиона мира по версиям IBF, WBO, WBA super.
- 6 декабря  Юрген Бремер победил KO1  Павла Глажевского[англ.] и защитил титул чемпиона мира по версии WBA.
- 19 декабря  Адонис Стивенсон победил KO5  Дмитрия Сухотского и защитил титул чемпиона мира по версии WBC.

### Второй средний вес
- 1 марта  Артур Абрахам в третьем бою победил SD  Роберта Штиглица и снова выиграл титул чемпиона мира по версии WBO.
- 3 мая  Артур Абрахам победил UD  Николу Сьеклоча и защитил титул чемпиона мира по версии WBO.
- 31 мая  Карл Фроч победил KO8 второй раз в карьере  Джорджа Грувса и защитил титулы чемпиона мира по версиям WBA super, и IBF.
- 16 августа  Энтони Диррелл в втором бою победил UD  Бику Сакио и завоевал титул чемпиона мира по версии WBC.
- 27 сентября  Артур Абрахам победил UD  Пола Смита и защитил титул чемпиона мира по версии WBO.
- 11 декабря  Фёдор Чудинов победил KO2  Бена МакКалоха и завоевал титул временного чемпиона мира по версии WBA.

### Средний вес
- 1 февраля  Геннадий Головкин победил TKO7  Осуману Адаму и защитил титулы суперчемпиона мира по версии WBA и чемпиона по версии IBO.
- 5 апреля  Марко Антонио Рубио победил KO10  Доменико Спаду и завоевал титул временного чемпиона мира по версии WBC.
- 19 апреля  Питер Куиллин победил UD  Лукаша Конечны, и защитил титул чемпиона мира по версии WBO.
- 31 мая  Сэм Солиман победил UD второй раз в карьере  Феликса Штурма и завоевал титул чемпиона мира по версии IBF.
- 1 июня  Дмитрий Чудинов победил UD  Патрика Нильсена и защитил титул временного чемпиона мира по версии WBA.
- 7 июня  Мигель Котто победил RTD9  Серхио Мартинеса и завоевал титул чемпиона мира по версии WBC.
- 26 июля  Геннадий Головкин победил TKO3  Дэниэла Гила и защитил титулы суперчемпиона мира по версии WBA и чемпиона по версии IBO.
- 9 августа  Дмитрий Чудинов победил TKO3  Мехди Буадла и защитил титул временного чемпиона мира по версии WBA.
- 9 августа  Дэниел Джейкобс победил TKO5  Джаррода Флетчера и завоевал вакантный титул чемпиона мира по версии WBA.
- 8 октября  Джермен Тейлор победил UD  Сэма Солимана и завоевал титул чемпиона мира по версии IBF.
- 18 октября  Геннадий Головкин победил KO2  Марко Антонио Рубио и защитил титулы суперчемпиона мира по версии WBA и чемпиона по версии IBO а также завоевал титул временного чемпиона по версии WBC.
- 13 декабря  Энди Ли победил TKO6  Матвея Коробова и завоевал вакантный титул чемпиона мира по версии WBO.

### Первый средний вес
- 12 апреля  Заурбек Байсангуров победил TKO12  Гуидо Николаса Питто и выиграл вакантный титул чемпиона мира по версии IBO.
- 14 июня  Деметриус Андраде победил TKO7  Брайана Роуза и защитил титул чемпиона мира по версии WBO.
- 11 октября  Корнелиус Бандрейдж победил UD  Карлоса Молину и завоевал титул чемпиона мира по версии IBF.
- 12 декабря  Эрисланди Лара победил UD Ише Смита и защитил титул чемпиона мира по версии WBA.

### Полусредний вес
- 12 апреля  Мэнни Пакьяо в реванше победил UD  Тимоти Брэдли, нанёс ему первое поражение в карьере, и снова стал чемпионом мира по версии WBO.
- 19 апреля  Шон Портер победил TKO4  Пола Малиньяджи, и защитил титул чемпиона мира по версии IBF.
- 26 апреля  Кит Турман победил RTD3  Хулио Диаса, и защитил титул временного чемпиона мира по версии WBA.
- 3 мая  Флойд Мэйвезер победил MD в конкурентном бою чемпиона мира по версии WBA,  Маркоса Майдану, сохранил чистый послужной список, и защитил титулы WBA super, WBC и The Ring.
- 16 августа  Келл Брук победил MD  Шона Портера, и завоевал титул чемпиона мира по версии IBF.
- 13 сентября  Флойд Мэйвезер победил UD в бою реванше  Маркоса Майдану, сохранил чистый послужной список, и защитил титулы WBA super, WBC и The Ring.
- 23 ноября  Мэнни Пакьяо победил UD  Криса Алджиери, нанёс ему первое поражение в карьере, и защитил титул чемпиона мира по версии WBO.
- 13 декабря  Кит Турман победил UD  Леонарда Бунду, и защитил титул временного чемпиона мира по версии WBA.

### Первый полусредний вес
- 25 января  Ламонт Питерсон победил UD  Дерри Жана и защитил титул чемпиона мира по версии IBF.
- 12 апреля  Джесси Варгас победил UD  Хабиба Аллахвердиева и выиграл титулы чемпиона мира по версиям IBO и WBA.
- 15 марта  Дэнни Гарсия победил MD  Маурисио Эрреру и защитил титулы чемпиона мира по версиям WBA Super и WBC.
- 10 мая  Йохан Перес победил RTD10  Фернандо Монтеса-де-Ока и завоевал титул временного чемпиона мира по версии WBA.
- 14 июня  Крис Алгиери победил SD  Руслана Проводникова и выиграл титул чемпиона мира по версии WBO.
- 12 июля  Маурисио Эррера победил MD  Йохана Переса и завоевал титул временного чемпиона мира по версии WBA.
- 2 августа  Джесси Варгас победил UD  Антона Новикова и завоевал титул чемпиона мира по версии WBA.
- 9 августа  Ламонт Питерсон победил TKO10  Эдгара Сантану и защитил титул чемпиона мира по версии IBF.
- 22 ноября  Джесси Варгас победил UD  Антонио ДеМарко и защитил титул чемпиона мира по версии WBA.
- 13 декабря  Хосе Бенавидес победил UD  Маурисио Эрреру и завоевал титул временного чемпиона мира по версии WBA.

### Лёгкий вес
- 22 февраля  Мигель Васкес победил UD  Дениса Шафикова и защитил титул чемпиона мира по версии IBF.
- 1 марта  Теренс Кроуфорд победил UD  Рики Бёрнса и стал новым чемпионом мира по версии WBO.
- 26 апреля  Омар Фигероа победил SD  Джерри Бельмонтеса и защитил титул чемпиона мира по версии WBC.
- 28 июня  Дарлейс Перес победил UD  Аргениса Лопеса и завоевал титул временного чемпиона мира по версии WBA.
- 28 июня  Теренс Кроуфорд победил KO9  Юриоркиса Гамбоа и защитил титул чемпиона мира по версии WBO.
- 16 августа  Омар Фигероа победил TKO9  Даниэля Эстраду и защитил титул чемпиона мира по версии WBC.
- 13 сентября  Микки Бей победил SD  Мигеля Васкеса и стал новым чемпионом мира по версии IBF.
- 20 сентября  Ричар Абриль победил MD  Эдис Татли и завоевал титул чемпиона мира по версии WBA.
- 24 октября  Дарлейс Перес победил KO6  Хайдара Парру и защитил титул временного чемпиона мира по версии WBA.
- 29 ноября  Теренс Кроуфорд победил UD  Раймундо Бельтрана и защитил титул чемпиона мира по версии WBO.
- 30 декабря  Хорхе Линарес победил KO4  Хавьера Прието и завоевал вакантный титул чемпиона мира по версии WBC.

### Второй полулёгкий (первый лёгкий) вес
- 3 января  Рансес Бартелеми нокаутировал KO2  Архениса Мендеса, и стал новым чемпионом мира по версии IBF. Позже поединок был признан несостоявшимся, пояс вернули Мендесу.
- 25 января  Мигель Анхель Гарсия победил UD  Хуана Карлоса Бургоса, и защитил титул чемпиона мира по версии WBO.
- 12 апреля  Брайан Васкес победил UD  Хосе Феликса Мл. и завоевал титул временного чемпиона мира по версии WBA во втором полулёгком весе.
- 10 июля  Рансес Бартелеми победил UD  Архениса Мендеса, и стал новым чемпионом мира по версии IBF.
- 20 сентября  Орландо Салидо победил TKO11  Тердсака Кокиетджима, и завоевал титул временного чемпиона мира по версии WBO.
- 4 октября  Рансес Бартелеми победил UD  Давида Сауцедо, и защитил титул чемпиона мира по версии IBF.
- 22 ноября  Такаси Миура победил TKO6  Эдгара Пуэрту, и защитил титул чемпиона мира по версии WBC.
- 20 декабря в бою за титул временного чемпиона мира по версии WBA  Брайан Васкес победил RTD9  Серхио Томпсона, но превысил лимит веса. Титул остался вакантным.
- 31 декабря  Такаси Утияма победил RTD9  Израиля Эктора Энрике Переса, и завоевал титул чемпиона мира по версии WBA.

### Полулёгкий вес
- 1 марта в бою за титул чемпиона мира по версии WBO,  Орландо Салидо победил SD  Василия Ломаченко, но превысил лимит веса. Титул остался вакантным.
- 2 мая  Хесус Куэльяр завоевал титул временного чемпиона мира по версии WBA победив UD  Рико Рамоса.
- 24 мая  Джонни Гонсалес защитил титул чемпиона мира по версии WBC победив TD10  Клайва Этуэлла.
- 31 мая  Евгений Градович защитил титул чемпиона мира по версии IBF победив UD  Александра Мискиртчяна.
- 31 мая  Николас Уолтерс защитил титул чемпиона мира по версии WBA победив KO5  Вика Дарчиняна.
- 31 мая  Нонито Донэр завоевал титул чемпиона мира по версии WBA Super победив TD4  Симпиве Ветьеку.
- 21 июня  Василий Ломаченко победил MD  Гэри Расселла и завоевал вакантный титул чемпиона мира по версии WBO, чем повторил достижение таиландца Саенсака Муангсурина, став чемпионом мира среди профессионалов в третьем бою на профи ринге.
- 18 июля  Лусанда Команиси завоевал вакантный титул чемпиона мира по версии IBO победив TKO5  МакБута Синьяби.
- 11 сентября  Хесус Куэльяр завоевал титул временного чемпиона мира по версии WBA победив KO2  Хуана Мануэля Лопеса.
- 4 октября  Джонни Гонсалес защитил титул чемпиона мира по версии WBC победив TKO11  Хорхе Арсе.
- 18 октября  Николас Уолтерс чемпион мира по версии WBA победил TKO6  Нонито Донэра чемпиона мира по версии WBA Super и завоевал более важный пояс данной версии.
- 22 ноября  Василий Ломаченко победил UD  Чонлатарна Пирияпийо защитил титул чемпиона мира по версии WBO.
- 30 ноября  Евгений Градович защитил титул чемпиона мира по версии IBF сведя вничью UD бой против  Джейсона Велеса.
- 20 декаября  Хесус Куэльяр защитил титул временного чемпиона мира по версии WBA победив TKO5  Рубена Тамайо.

### Второй легчайший вес
- 8 марта  Лео Санта Крус защитил титул чемпиона мира по версии WBC, победив UD по очкам  Кристиана Михареса.
- 19 апреля  Скотт Куигг защитил титул чемпиона мира по версии WBA, победив KO2  Тшифхива Муняйи.
- 23 апреля  Кико Мартинес защитил титул чемпиона мира по версии IBF победив TKO7  Ходзуми Хасэгаву.
- 8 июня  Табо Сонджика защитил титул чемпиона мира по версии IBO победив KO1  Тото Хелебе.
- 19 июля  Гильермо Ригондо победил KO1  Сода Кокиетджима, и защитил титулы чемпиона мира по версиям WBA Super и WBO.
- 9 августа в бою за титул чемпиона мира по версии IBO  Табо Сонджика победил UD  Роли Гаска, но превысил лимит веса. Титул остался вакантным.
- 6 сентября  Карл Фрэмптон победил UD  Кико Мартинеса и завоевал титул чемпиона мира по версии IBF.
- 13 сентября  Скотт Куигг защитил титул чемпиона мира по версии WBA, победив TKO3  Стефана Жамоя.
- 13 сентября  Лео Санта Крус защитил титул чемпиона мира по версии WBC, победив TKO2  Мануэля Романа.
- 22 ноября  Скотт Куигг защитил титул чемпиона мира по версии WBA, победив UD  Хидэнори Отакэ.
- 11 декабря  Оскар Эскандон победил SD  Тайсона Кейва и завоевал титул временного чемпиона мира по версии WBA.
- 31 декабря  Гильермо Ригондо победил RTD11  Хисаси Амагасу, и защитил титулы чемпиона мира по версиям WBA Super и WBO.

### Легчайший вес
- 22 марта  Ансельмо Морено защитил UD титул суперчемпиона мира по версии WBA в бою c  Хавьером Николосом Чаоканом.
- 29 марта  Стюарт Холл защитил TD чемпиона мира по версии IBF сведя вничью бой против  Мартина Варда.
- 23 апреля  Синсуке Яманака защитил TKO9 титул чемпиона мира по версии WBC в бою c  Стефаном Жамое.
- 26 апреля  Жанат Жакиянов завоевал KO5 титул чемпиона Европы по версии EBU в бою c  Каримом Гуефри.
- 24 мая  Джонни Гонзалес защитил TD10 титул чемпиона мира по версии WBC в бою с  Кливе Атвеллом.
- 31 мая  Джейми МакДоннелл завоевал TKO10 вакантный титул чемпиона мира по версии WBA в бою с  Табтимбаенга На Рахавата.
- 7 июня  Пол Батлер победил SD  Стюарта Холла и завоевал титул чемпиона мира по версии IBF.
- 14 июня  Алехандро Эрнандес победил UD  Даниеля Росаса и завоевал титул временного чемпиона мира по версии WBO.
- 12 июля  Томоки Камеда победил KO7  Пунглуанга Сор Сингью и защитил титул чемпиона мира по версии WBO.
- 30 августа  Йонфрес Парехо победил TKO11  Луиса Инохосу и завоевал титул временного чемпиона мира по версии WBA.
- 26 сентября  Хуан Карлос Паяно победил TD6 и завоевал титул суперчемпиона мира по версии WBA в бою c  Ансельмо Морено.
- 22 октября  Синсуке Яманака защитил UD титул чемпиона мира по версии WBC в бою c  Сурияном Сор Рунгвисаем.
- 25 октября  Рэнди Кабальеро победил UD  Стюарта Холла и завоевал вакантный титул чемпиона мира по версии IBF.
- 1 ноября  Томоки Камэда победил SD  Алехандро Эрнандеса и защитил титул чемпиона мира по версии WBO.
- 22 ноября  Джейми МакДоннелл защитил TKO10 титул чемпиона мира по версии WBA в бою c  Хавьером Николасом Чаконом.

### Второй наилегчайший вес
- 26 марта в бою за вакантный титул чемпиона мира по версии WBA,  Кохеи Коно победил KO8  Денкаосана Каовичита.
- 17 мая  Омар Андрес Нарваэс победил KO4  Антонио Гарсию и защитил титул чемпиона мира по версии WBO.
- 24 мая  Давид Санчес победил UD  Брейлора Терана и завоевал титул временного чемпиона мира по версии WBA.
- 31 мая  Карлос Куадрас победил TD8  Срисакета Сор Рунгвисаи и завоевал титул чемпиона мира по версии WBC.
- 18 июля  Луандил Ситьята завоевал титул чемпиона мира по версии IBO победив SD  Эдрина Дапудонга.
- 18 июля  Золани Тете завоевал вакантный титул чемпиона мира по версии IBF победив UD  Теиру Киноситу.
- 19 сентября  Омар Андрес Нарваэс победил второй раз в карьере MD12  Фелипе Орукуту и защитил титул чемпиона мира по версии WBO.
- 20 сентября  Карлос Куадрас защитил TD титул чемпиона мира по версии WBC сведя вничью бой против  Хосе Сальгадо.
- 13 ноября  Карлос Куадрас защитил TKO6 титул чемпиона мира по версии WBC победив  Марвина Мабаита.
- 30 декабря  Наоя Иноуэ победил KO2  Омара Андреса Нарваэса и завоевал титул чемпиона мира по версии WBO.
- 31 декабря  Кохэй Коно защитил титул чемпиона мира по версии WBA сведя вничью SD бой против  Норберто Хименеса.

### Наилегчайший вес
- 22 января  Амнат Рунроенг в бою за вакантный титул IBF, победил UD  Рокки Фуэнтеса.
- 4 марта  Йодмонгкол Вор Саенгтеп победил MD  Такую Когаву, и завоевал титул временного чемпиона мира по версии WBA.
- 21 марта  Хуан Карлос Ревеко победил KO2  Мануэля Видеса, и защитил титул чемпиона мира по версии WBA.
- 6 апреля  Акира Яэгаси победил KO9  Одлина Салету, и защитил титул чемпиона мира по версии WBC.
- 26 апреля  Валерий Янчи завоевал UD вакантный титул чемпиона Европы по версии EBU в бою c  Андреа Сарритсу.
- 26 апреля  Хуан Франсиско Эстрада победил RTD9  Ричи Мепранума, и защитил титулы чемпиона мира по версиям WBA Super и WBO.
- 7 мая  Амнат Рунроенг защитил титул IBF, победил SD  Кадзуто Иоку.
- 6 июня  Хуан Карлос Ревеко победил UD  Феликса Альварадо, и защитил титул чемпиона мира по версии WBA.
- 5 сентября  Роман Гонсалес победил TKO9  Акиру Яэгаси, и завоевал титул чемпиона мира по версии WBC.
- 6 сентября  Хуан Франсиско Эстрада победил TKO11  Джовани Сегуру, и защитил титулы чемпиона мира по версиям WBA Super и WBO.
- 10 сентября  Амнат Рунроенг защитил титул IBF, победил SD  Арройо Мак-Вильямса.
- 22 ноября  Роман Гонсалес победил TKO6  Рокки Фуэнтеса, защитил титул чемпиона мира по версии WBC.
- 19 декабря  Хуан Карлос Ревеко победил KO5  Йодмонгкола Вор Саенгтепа, и защитил титул чемпиона мира по версии WBA.

### Первый наилегчайший вес
- 8 марта  Альберто Россель победил UD  Габриэля Мендосу и завоевал пятый раз подряд титул временного чемпиона мира по версии WBA.
- 6 апреля  Наоя Иноуэ победил TKO6  Адриана Эрнандеса, и в 20-летнем возрасте в 6-м поединке, стал новым чемпионом мира по версии WBC[4].
- 3 мая в бою за титул чемпиона мира по версии IBF  Джонриэль Касимеро победил KO1  Маурисио Фуэнтеса, но превысил лимит веса. Титул остался вакантным[5].
- 10 мая  Донни Ньетес победил KO9  Мойсеса Фуэнтеса и защитил титул чемпиона мира по версии WBO выиграл титул The Ring.
- 26 августа  Рэнди Петалкорин победил TKO7  Вальтера Тельо и завоевал титул временного чемпиона мира по версии WBA.
- 5 сентября  Наоя Иноуэ победил TKO11  Самартлека Кокиетджима и защитил титул чемпиона мира по версии WBC.
- 20 сентября  Хавьер Мендоса победил UD  Рамона Гарсию Иралеса и завоевал вакантный титул чемпиона мира по версии IBF.
- 15 ноября  Донни Ньетес победил RTD7  Карлоса Веларде и защитил титул чемпиона мира по версии WBO.
- 30 декабря  Педро Гевара победил KO9  Акиру Яэгаси и завоевал вакантный титул чемпиона мира по версии WBC.
- 31 декабря  Рёити Тагути победил UD  Альберто Росселя и завоевал титул чемпиона мира по версии WBA.

### Минимальный вес
- 5 февраля  Освальдо Навоа нокаутировал TKO5  Сюн Чжаочжуна, и стал новым чемпионом мира по версии WBC.
- 1 марта  Хекки Бадлер в бою за полноценный титул чемпиона мира по версии WBA, победил KO1  Карлуиса Диаса а также защитил титул чемпиона мира по версии IBO.
- 22 марта  Франсиско Родригес младший нокаутировал TKO10  Мерлито Сабильо, и стал новым чемпионом мира по версии WBO.
- 7 мая  Кацунари Такаяма победил UD  Сина Оно и защитил титул чемпиона мира по версии IBF.
- 21 июня  Хекки Бадлер нокаутировал KO8  Пигмея Кокиетджима и защитил титулы чемпиона мира по версиям WBA и IBO.
- 28 июня  Освальдо Навоа нокаутировал TKO9  Алкида Мартинеса, защитил титул чемпионом мира по версии WBC.
- 9 августа  Франсиско Родригес младший победил UD  Кацунари Такаяму, и стал новым чемпионом мира по версии IBF.
- 1 октября  Нокаут СиПи Фрешмарт победил UD  Карлоса Буитраго, и стал временным чемпионом мира по версии WBA.
- 25 октября  Хекки Бадлер победил UD  Сюн Чжаочжуна и защитил титулы чемпиона мира по версиям WBA и IBO.
- 6 ноября  Ваньхен Менаётин победил RTD9  Освальдо Навоа, и стал новым чемпионом мира по версии WBC.
- 31 декабря  Кацунари Такаяма победил UD  Го Одаиру и завоевал вакантные титулы чемпиона мира по версиям IBF и WBO.

## PPV шоу
Список боксёрских мероприятий прошедших по системе платных трансляций.

### США
| № | Дата        | Место проведения                    | Главный поединок и основной андеркарт | Телеканал | Количество покупок ppv | доходы с ppv | доходы с билетов |
| 1 | 8 марта     | MGM Grand, Лас-Вегас, США           | Сауль Альварес— Альфредо Ангуло Лео Санта Крус—Кристиан Михарес Хорхе Линарес—Нишито Аракава                                                                   | Showtime  | 350 тысяч              |              |                  |
| 2 | 12 апреля   | MGM Grand, Лас-Вегас, США           | Тимоти Брэдли— Мэнни Пакьяо 2 Хабиб Аллахвердиев—Джесси Варгас Раймунд Белтран—Араш Усмани Брайан Васкес—Хосе Феликс мл.                                       | HBO       | 775 тысяч              | 49 млн $     | 7 865 100 $      |
| 3 | 5 мая       | MGM Grand, Лас-Вегас, США           | Флойд Мэйвезер— Маркос Рене Майдана Амир Хан—Луис Коллацо Джилеон Лав—Марко Антонио Перибан Эдриэн Бронер—Карлос Молина                                        | Showtime  | 854 тысячи             | 58 млн $     | 15 млн $         |
| 4 | 7 июня      | Мэдисон-Сквер-Гарден, Нью-Йорк, США | Мигель Котто— Серхио Мартинес Вильфердо Васкес мл.—Марвин Сонсона Энди Ли—Джон Джексон                                                                         | HBO       | 350 тысяч              |              | 5 млн $          |
| 5 | 12 июля     | MGM Grand, Лас-Вегас, США           | Сауль Альварес— Эрисланди Лара Йоахан Перес—Маурисио Эррера Хуан Мануэль Лопес—Франсиско Варгас Томоки Камеда—Пунглуанг сор Сингью Абнер Марес—Джонатан Окендо | Showtimte | 300 тысяч              |              |                  |
| 6 | 13 сентября | MGM Grand, Лас-Вегас, США           | Флойд Мэйвезер— Маркос Рене Майдана 2 Мигель Васкес—Микки Бэй Лео Санта Крус—Мануэль Роман Альфредо Ангуло—Джеймс Де Ла Роса                                   | Showtimte | 925 тысяч              |              |                  |
| 7 | 23 ноября   | CotaiArena, Venetian, Макао, Китай  | Мэнни Пакьяо— Крис Алджиери Цзоу Шимин—Кванчипит Онесондчанджим Василий Ломаченко—Чонлатарн Пирияпиньо Джесси Варгас—Антонио ДеМарко                           | HBO       | 375 тысяч              |              |                  |

### Великобритания
| № | Дата      | Место проведения        | Главный поединок и основной андеркарт | Телеканал  | Количество покупок ppv | доходы с ppv | доходы с билетов |
|   | 31 мая    | Лондон, Великобритания. | Карл Фроч — Джордж Грувс (2) Кевин Митчелл—Гислан Мадума Джеймс Дигейл—Брэндон Гонсалес Энтони Джошуа—Мэтт Легг                                      | Sky Sports | 900 000 (17 £ за HD)   |              |                  |
|   | 22 ноября | Лондон, Великобритания. | Тони Белью — Нейтен Клеверли (2) Джеймс Дигейл—Марко Антонио Перибан Скотт Куигг—Хиденори Отаки Джордж Грувс—Денис Дуглин Энтони Джошуа—Майкл Спротт | Sky Sports | N/A (17 £ за HD)       |              |                  |

## Рекорды и значимые события
- 19 апреля 49-летний чемпион мира по версии IBF в полутяжёлом весе,  Бернард Хопкинс в объединительном поединке победил SD Чемпиона по версиям IBA и WBA super,  Бейбута Шуменова, побил в очередной возрастной рекорд во владении чемпионским титулом, и также побил мировой рекорд, как самый возрастной боксёр объединявший титулы.

- 21 июня  Василий Ломаченко победил MD  Гэри Расселла и завоевал вакантный титул чемпиона мира по версии WBO в полулёгком весе, чем повторил достижение таиландца Саенсака Муангсурина, став чемпионом мира среди профессионалов в третьем бою на профи ринге. Так же Ломаченко стал первым боксёром, кто завоевал титул, имея до этого всего одну победу. Рекорд Ломаченко составлял 1-1.

- 17 июля боксёр минимальной весовой категории  Али Райми закрепил мировой рекорд по количеству последовательных побед нокаутом в первом раунде. Рекорд составил 21 победу. Что примечательно, все 21 соперников Райми до встречи с ним, не имели ни единого поражения в послужном списке. Рекорд закрепился, так как следующий бой Райми выиграл уже в 7-м раунде. Предыдущий рекордсмен Эдвин Валеро (18 побед в 1-м раунде, держался с 2006 года)[6].

- 16 августа боксёр супертяжёлого веса  Деонтей Уайлдер закрепил мировой рекорд по количество побед нокаутом подряд с момента дебюта. Из 32 боёв, все 32 Уайлдер выиграл нокаутом. Рекорд закрепился, так как следующий бой Уайлдер уже выиграл по очкам. Рекорд был побит в 2013 году, когда Уайлдер опередил предыдущего рекордсмена Виталия Кличко (27 последовательных побед нокаутом, держался с 1999 года).

- 30 декабря  Наоя Иноуэ победил KO2  Омара Андреса Нарваэса и завоевал титул чемпиона мира по версии WBO во втором наилегчайшем весе и установил рекорд по скорости завоеваний титулов в двух весовых категориях. Иноуэ это удалось уже в 8-м поединке.

## Награды
- Боксёр года —  Сергей Ковалёв
- Бой года —  Лукас Мартин Матиссе KO11  Джон Молина-младший
- Нокаут года —  Энди Ли KO5  Джон Джексон
- Апсет года —  Крис Алгиери SD  Руслан Проводников
- Возвращение года —  Мигель Котто
- Событие года —  Карл Фроч KO8  Джордж Грувс (2)
- Раунд года —  Томми Коил —  Даниэль Бризуэла (11-й раунд)
- Проспект года —  Энтони Джошуа